# Литва на зимних Олимпийских играх 2006
Литва принимала участие в зимних Олимпийских играх 2006 года в Турине (Италия) в шестой раз за свою историю, но не завоевала ни одной медали. Сборную страны представляло семь спортсменов: три женщины и четверо мужчин.
Лучший результат среди литовских спортсменов показали Маргарита Дробязко и Повилас Ванагас, в танцах на льду они стали седьмыми.

## Состав сборной
Биатлон
1. Каролис Златкаускас
2. Диана Расимовичюте

 Горнолыжный спорт
1. Виталий Румянцев

 Лыжные гонки
1. Алексей Новосельский
2. Ирина Терентьева

 Фигурное катание
1. Повилас Ванагас
2. Маргарита Дробязко

## Результаты соревнований

### Биатлон
Спортсменов — 2
Женщины
| Соревнование         | Спортсмен          | Стрельба | Результат | Место |
| -------------------- | ------------------ | -------- | --------- | ----- |
| Спринт               | Диана Расимовичюте | 1        | 23:48,1   | 18    |
| Гонка преследования  | Диана Расимовичюте | 4        | +5:12,7   | 27    |
| Индивидуальная гонка | Диана Расимовичюте | 8        | 1:00:04,4 | 66    |

Мужчины
| Соревнование | Спортсмены          | Стрельба | Результат | Место |
| ------------ | ------------------- | -------- | --------- | ----- |
| Спринт       | Каролис Златкаускас | 4        | 34:33,8   | 90    |

### Лыжные виды спорта

#### Горнолыжный спорт
Спортсменов — 1
Мужчины
| Спортсмен        | Соревнование  | Результат         | Результат         | Результат         | Результат         | Результат         |
| Спортсмен        | Соревнование  | 1 этап            | 2 этап            | 3 этап            | Сумма             | Место             |
| ---------------- | ------------- | ----------------- | ----------------- | ----------------- | ----------------- | ----------------- |
| Виталий Румянцев | Слалом-гигант | Дисквалифицирован | Дисквалифицирован | Дисквалифицирован | Дисквалифицирован | Дисквалифицирован |
| Виталий Румянцев | Слалом        | 1:09.19           | 1:04.27           |                   | 2:13.46           | 44                |

#### Лыжные гонки
Спортсменов — 2
| Спортсмен            | Соревнование                          | Результат       | Результат       |
| Спортсмен            | Соревнование                          | Время           | Место           |
| -------------------- | ------------------------------------- | --------------- | --------------- |
| Алексей Новосельский | Индивидуальная гонка на 15 километров | Не финишировал  | Не финишировал  |
| Алексей Новосельский | Гонка на 50 километров с масс-старта  | Не финишировал  | Не финишировал  |
| Алексей Новосельский | Спринт                                | 2.28,04         | 59              |
| Ирина Терентьева     | Индивидуальная гонка на 10 километров | 48:33.7         | 53              |
| Ирина Терентьева     | Спринт                                | 2.20,08         | 37              |
| Ирина Терентьева     | Гонка на 30 км с масс-старта          | Не финишировала | Не финишировала |

### Фигурное катание
Спортсменов — 2
| Спортсмены                         | Соревнования  | ОбТ   | ОбТ   | ПТ    | ПТ    | ОрТ   | ОрТ   | Результат | Результат |
| Спортсмены                         | Соревнования  | Очки  | Место | Очки  | Место | Очки  | Место | Очки      | Место     |
| ---------------------------------- | ------------- | ----- | ----- | ----- | ----- | ----- | ----- | --------- | --------- |
| Маргарита Дробязко Повилас Ванагас | Танцы на льду | 35.23 | 8     | 52.79 | 8     | 95.19 | 6     | 183.21    | 7         |

ОбТ = Обязательный танец, ПТ = Произвольный танец, ОрТ = Оригинальный танец